# La Minute de Saint-Granier
La Minute de Saint-Granier (anciennement appelée La Minute du bon sens) est une ancienne émission radiophonique quotidienne française, de quelques minutes. Elle a été diffusée à partir de 1935 sur Radio Cité. Puis après guerre vers 13 h 15 sur Paris-Inter (maintenant France Inter) jusqu'au moins 1972.
Elle était animée par le chanteur, réalisateur et journaliste Jean de Granier de Cassagnac (dit Saint-Granier) (1890-1976).
Elle abordait des sujets de société ou économiques d'un point de vue conservateur et assez « vieille France », faisant par exemple remarquer que l'on disait « Le président de la République » plutôt que « Monsieur le président de la République ». Il faisait aussi souvent référence à des courriers d'auditeurs qui se plaignaient des comportements, notamment des jeunes « ...qui font du bruit avec leurs pétrolettes » ou « s'amusent à jeter des pétards ».
Elle commençait et se terminait par la phrase rituelle : Bonsoir, mes chers auditeurs, bonsoir.
Le format sera repris à la télévision par Pierre Desproges, dans un registre autrement provocateur, avec La Minute nécessaire de monsieur Cyclopède.